# Kommunal- og regionsrådsvalg 2005
Det danske kommunal- og regionsrådsvalg 2005 blev afholdt den 15. november 2005.

## Resultat
Stemmerne ved kommunalvalget fordelte sig således på landsplan:
| Parti                   | Stemmeandel |
| ----------------------- | ----------- |
| Socialdemokraterne      | 34,3 %      |
| Venstre                 | 27,5 %      |
| Konservative            | 10,3 %      |
| Socialistisk Folkeparti | 7,4 %       |
| Dansk Folkeparti        | 5,9 %       |
| Radikale                | 5,2 %       |
| Enhedslisten            | 2,7 %       |
| Slesvigsk Parti         | 0,1 %       |
| Øvrige                  | 6,6 %       |

Stemmeprocenten blev 69,4 % ved regionsrådsvalget til de 5 nye regioner og 69,5% ved kommunalvalget til de 98 hovedsagelig nye kommuner. Denne, den første valgperiode for de nye regioner, begyndte, da regionerne blev oprettet 1. januar 2007 og sluttede 31. december 2009. 32 af de nyvalgte kommunalbestyrelser havde valgperiode fra 1. januar 2006 til 31. december 2009. Heriblandt var Bornholms Regionskommune, som blev oprettet 1. januar 2003 efter en lokal folkeafstemning i maj 2001 i de fem kommuner gav et flertal for sammenlægning med Bornholms Amt, og Ærø Kommune, som var en del af Strukturreformen men blev oprettet 1. januar 2006. De 66 resterende kommuner blev først oprettet 1. januar 2007, og de nyvalgte kommunalbestyrelser havde derfor valgperiode fra 1. januar 2007 til 31. december 2009 i disse kommuner.[kilde mangler]